# At Your Side
At Your Side é uma canção da banda irlandesa de folk rock The Corrs. Foi lançada em 12 novembro de 1999 e faz parte do álbum ao vivo The Corrs Unplugged (1999) e do album In Blue (2000).

## Letra e produção
A letra da música foi escrita pelos irmãos Corrs ( Andrea, Sharon, Jim e Caroline) e foi produzida pela Universal Music Publishing Group.

## Compilações
- The Corrs Unplugged 1999

- In Blue 2000

- The Corrs Live in London 2001[2]